# Il mondo della preghiera
Il mondo della preghiera (Die Welt des Gebetes) è un libro della mistica svizzera Adrienne von Speyr, dettato al teologo cattolico Hans Urs von Balthasar, suo direttore spirituale, e pubblicato nel 1951.

## Contenuto
I testi che compongono il libro, riordinati da Balthasar, offrono molte trattazioni diverse sul tema della preghiera, di cui mettono in risalto l'importanza ecclesiale. L'opera, fra le maggiori della Speyr, si apre indicando l'origine della preghiera come un dialogo interno all'essenza di Dio, cioè alla relazione fra le ipòstasi della Trinità, in eterno colloquio e adorazione fra loro, in quanto ciascuna delle tre persone coglie nell'altra Dio, ovvero il sempre maggiore rispetto a qualsiasi possibilità di comprensione. Nel Dio trinitario, scrive la Speyr, non c'è niente che sia «più fondato dell'adorazione. Essa è qualcosa di così eterno che la nostra commozione davanti a Dio è solamente una debole eco dell'eterna commozione di Dio davanti a Dio». Ne consegue che l'essere umano non può far altro che ripetere, nei riguardi di Dio, questo stesso atteggiamento di adorazione, supplica e ringraziamento verso l'infinitamente più grande, poiché, spiega Balthasar, «solo la scialuppa della preghiera ci conduce al di sopra di ogni concetto verso il mare infinito di Dio».
Nella successiva opera Esperienza di preghiera (Gebetserfahrung, 1965) l'autrice ha affrontato il tema in maniera più personale, mostrando il suo proprio atteggiamento di preghiera.

## Edizioni
- (DE) Adrienne von Speyr, Die Welt des Gebetes, Einsiedeln, Johannes Verlag, 1951.
- Adrienne von Speyr, Il mondo della preghiera, traduzione di Laura Draghi Salvadori, Milano, Jaca Book, 1982.
- (EN) Adrienne von Speyr, The World of Prayer, traduzione di Graham Harrison, San Francisco, Ignatius Press, 1985, ISBN 978-0-89870-033-6.
- (DE) Adrienne von Speyr, Die Welt des Gebetes, 2ª ed., Einsiedeln, Johannes Verlag, 1992, ISBN 978-3-89411-250-9.
- (FR) Adrienne von Speyr, Le monde de la prière, traduzione di André Nathanaël, Namur, Culture et vérité, 1995, ISBN 2-87299-043-7.